# Грачёв, Андрей Серафимович
Андре́й Серафи́мович Грачёв (род. 9 июля 1941, Москва) — советский и российский журналист и политик, в 1991 году помощник и последний пресс-секретарь президента СССР Михаила Горбачёва, прежде замзав Международного отдела ЦК КПСС (1989—1991).
Кандидат исторических наук (1975). Политолог, специалист по международным отношениям. Автор нескольких книг-бестселлеров о Горбачёве и Советском Союзе.

## Биография
Окончил МГИМО в 1964 году как востоковед. С 1964 по 1966 год был референтом Комитета молодёжных организаций (КМО) СССР. В 1966—1973 годах — советским представителем в редакции журнала «Молодёжь мира» в Будапеште (Венгрия). В 1973 году был назначен первым зампредом КМО СССР. С 1973 года являлся референтом Международного отдела ЦК КПСС, а с 1978 года Андрей Грачёв состоял в отделе внешнеполитической пропаганды ЦК КПСС. В 1989—1991 годах был замзавом Международного отдела ЦК КПСС.
Как отмечалось «Интерфаксом», Грачёв входил в ближний круг Михаил Горбачёва в самые драматичные последние месяцы существования СССР. Андрей Грачёв стал пресс-секретарём президента СССР после Августовского путча. Сам Грачёв вспоминал, что ему «удалось продлить на один день историю советского государства» — Горбачёв первоначально хотел объявить о своей отставке с поста президента СССР 24 декабря 1991 года, в католический праздник, а Андрей Серафимович его отговорил.
С 1989 года был членом совета учредителей газеты «Московские новости», в 1992—1994 годах её политическим обозревателем, еженедельника «Московские новости». С 1994 года являлся собкором еженедельного журнала «Новое время» в Париже. С 1996 года член редколлегии издания.
Преподавал в университетах Франции, Японии, Великобритании.
Живёт в Париже. Автор многих работ. Опубликовал во Франции книгу «Последний день СССР» (Le jour ou l’URSS a disparu, 2021), к 30-летию распада Советского Союза.